# Kaguvere
Kaguvere – wieś w Estonii, prowincji Rapla, w gminie Märjamaa.